# 高加索毛鈎鯰
高加索毛鈎鯰，為輻鰭魚綱鯰形目甲鯰科的其中一種，為熱帶淡水魚，分布於中南美洲巴拿馬、哥倫比亞Magdalena、Atrato、San Juan、Tuyra及Bayano河流域，體長可達23.5公分，棲息在底層水域，生活習性不明。

## 扩展阅读
維基物種上的相關：高加索毛鈎鯰